# Richetite
La richetite (simbolo IMA: Rht) è un minerale avente formula (Fe3+,Mg)xPb2+8.6(UO2)36O36(OH)24 · 41H2O, oppure PbU5+4O13·4(H2O); chimicamente è un uranato di piombo

## Etimologia e storia
La richetite è stata rinvenuta a Shinkolobwe (Katanga) in soli due campioni. Fu descritta da Johannes Vaes nel 1948 e prende il nome in onore di Emile Richet (1884-1938), mineralogista belga capo dell'Unione delle Miniere dell'Haut-Katanga.

## Classificazione
La richetite nella Classificazione Nickel-Strunz è catalogata nella classe degli "Idrossidi di uranile", sezione che viene suddivisa in base ai cationi coinvolti, in modo che il minerale venga elencato nella sottosezione "4.GB Con cationi aggiuntivi (K, Ca, Ba, Pb, etc.); con principalmente poliedri pentagonali UO2(O,OH)5", dove forma come unico membro il sistema nº 4.GB.15.
Nella classificazione dei minerali secondo Dana la richetite è classificata nella sezione degli "Ossidi contenenti uranio e torio con carica cationica 6+ contenenti Pb o Bi e acqua di cristallizzazione o gruppi idrossilici" e da lì nella sottoclasse "minerali vari", dove forma il sistema nº 05.09.05.01.

## Abito cristallino
La richetite cristallizza nel sistema monoclino nel gruppo spaziale P1 (gruppo nº 2) con i parametri di reticolo a = 20,81 Å, b = 12,06 Å, c = 16,3 Å, α = 103,8°, β = 115,1°, γ = 90,4°, così come 2 unità di formula per cella unitaria.

## Origine e giacitura
La richetite è stata rinvenuta a Shinkolobwe (Katanga), che è la sua località tipo, ma è stata trovata anche nel Queensland (Australia); a Bahia (in Brasile); nel distretto di Příbram (nella Repubblica Ceca); nell'Ostrobotnia Settentrionale in Finlandia; ad Albertville (in Savoia, Francia); nell'Oblast' di Murmansk e nella Repubblica di Carelia (Russia); infine nella contea di Saguache in Colorado (Stati Uniti).

## Forma in cui si presenta in natura
Piccole lamelle pseudoesagonali, di colore nero, su aghetti di uranofane. Può essere anche di colore verde, da marrone-caffè a nero; è marrone in luce trasmessa